# Марсийак-ла-Кроз
Марсийа́к-ла-Кроз (фр. Marcillac-la-Croze, окс. Marcilhac la Cròsa) — коммуна во Франции, находится в регионе Лимузен. Департамент — Коррез. Входит в состав кантона Мейссак. Округ коммуны — Брив-ла-Гайярд.
Код INSEE коммуны — 19126.
Коммуна расположена приблизительно в 430 км к югу от Парижа, в 100 км юго-восточнее Лиможа, в 26 км к югу от Тюля.

## Население
Население коммуны на 2008 год составляло 190 человек.
| 1962 | 1968 | 1975 | 1982 | 1990 | 1999 | 2008 |
| ---- | ---- | ---- | ---- | ---- | ---- | ---- |
| 283  | 281  | 242  | 232  | 226  | 213  | 190  |

## Администрация
| Период | Период | Фамилия      | Партия                    | Примечания |
| ------ | ------ | ------------ | ------------------------- | ---------- |
| 2001   | 2008   | Жозет Широль | Союз за народное движение |            |
| 2008   |        | Пьер Контес  |                           |            |

## Экономика
В 2007 году среди 116 человек в трудоспособном возрасте (15-64 лет) 70 были экономически активными, 46 — неактивными (показатель активности — 60,3 %, в 1999 году было 68,9 %). Из 70 активных работали 62 человека (32 мужчины и 30 женщин), безработных было 8 (1 мужчина и 7 женщин). Среди 46 неактивных 3 человека были учениками или студентами, 36 — пенсионерами, 7 были неактивными по другим причинам.

## Фотогалерея

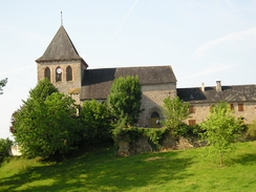
Церковь
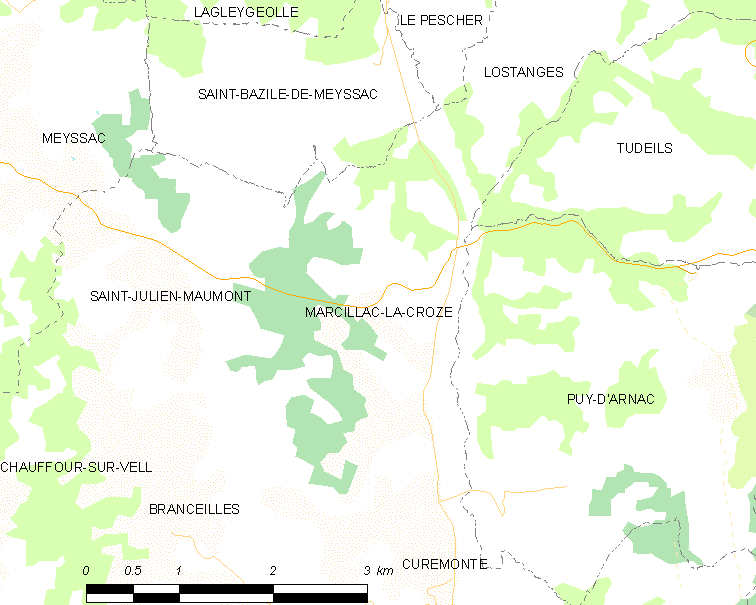
Карта коммуны